# Nynehead
Nynehead is een civil parish in het bestuurlijke gebied Somerset West and Taunton, in het Engelse graafschap Somerset met 415 inwoners.